# Kapsteinsperling
Der Kapsteinsperling (Gymnoris superciliaris, Syn.: Petronia superciliaris), auch Augenbrauensperling genannt, ist eine Vogelart aus der Familie der Sperlinge. Die Art kommt ausschließlich in Afrika vor.
Es werden drei Unterarten unterschieden. Die IUCN stuft den Kapsteinsperling als nicht gefährdet (least concern) ein.

## Erscheinungsbild
Der Kapsteinsperling erreicht eine Körpergröße von 15 bis 16 Zentimetern. Ein auffälliger Sexualdimorphismus besteht nicht.
Der Oberkopf ist dunkelbraun, die übrige Körperoberseite ist olivbraun mit einem leicht rötlichen Ton. Dieser rötliche Ton ist am intensivsten am Bürzel. Die Steuerfedern sind dunkelbraun. Der namensgebende, blass bräunliche und sehr breite Überaugenstreif setzt sich deutlich vom übrigen Kopfgefieder ab. Die Wangen und die Halsseiten sind blass olivbraun, das Kinn und die Kehle sind olivgrau. Die Brust und die Flanken sind olivgrau, der Bauch ist blassgrau, die Unterschwanzdecken sind grauweiß. Die Augen sind braun, die Beine graubraun.
In der Mitte der Kehle befindet sich ein kleiner gelber Fleck, der charakteristisch für die Gattung Gymnoris ist. Früher wurden die Arten dieser Gattung in die Gattung der Steinsperlinge (Petronia) eingeordnet, da auch der Steinsperling – der einzige verbleibender Vertreter der Gattung Petronia – diesen Fleck besitzt. Molekulargenetische Untersuchungen weisen darauf hin, dass es sich dabei um eine rein äußerliche Ähnlichkeit handelt.
Jungvögel ähneln den adulten Vögeln, ihnen fehlt jedoch noch der gelbe Kehlfleck.

## Verbreitungsgebiet und Lebensraum
Der Kapsteinsperling ist ein Standvogel des südlichen Afrikas. Er kommt unter anderem in Malawi, Gabun, Kongo, Zaire, Tansania, Namibia, Botswana, Simbabwe, Mosambik und der Südafrikanischen Republik vor. Er ist in Höhenlagen bis zu 2000 Metern anzutreffen und im größten Teil seines Verbreitungsgebietes ein häufiger Vogel. In der Südafrikanischen Republik kommt in ursprünglichen Waldgebieten pro 20 Hektar ein Brutpaar vor. In der Miombo, einem weitständigen Waldsavannentyp, leben bis zu 16 Kapsteinsperlinge pro Hektar, seltener ist er in den Mopane-Wäldern, wo weniger als fünf Individuen pro Hektar anzutreffen sind.
Der Kapsteinsperling kommt besonders häufig in Brachystegia-, Baikiaea- und Julbernardia-Wäldern vor. Er besiedelt außerdem Strauchsavanne in Flusstälern, niederschlagsreichere Gebiete sowie im Süden Mosambiks und der benachbarten südafrikanischen Provinz KwaZulu-Natal auch Thornveld. Gelegentlich kommt er auch im Randbereich von Agrarflächen vor, wobei er besonders häufig in der Nähe von Hirsefeldern anzutreffen ist. Auch Akazien- und Nadelbaumplantagen werden von ihm besiedelt.
Der Kapsteinsperling ist in weiten Teilen seines Verbreitungsgebietes ein Standvogel, der nur lokal umherzieht. Am Mittellauf des Sambesi ziehen Kapsteinsperlinge jedoch im Zeitraum Mai bis Oktober von den Höhenlagen in tiefere Lagen.

## Lebensweise
Der Kapsteinsperling lebt einzeln, paarweise oder in kleinen, lockeren Trupps. Er sucht häufig in sperlingstypischer Weise am Boden nach Futter, ist aber auch regelmäßig in Bäumen zu beobachten, wo er Äste, kleine Zweige und Baumrinde nach Insekten absucht. Auf dem Boden bewegt er sich hüpfend fort, typisch für ihn ist ein kurzes, schnelles Schwanzzucken in unregelmäßigen Zeitabständen. Gegenüber Menschen ist er sehr scheu und sucht bei Annäherung in Baumwipfeln Deckung und Schutz. Er kommt gelegentlich aber auch in Gärten und frisst dort an Futterstellen.
Das Nahrungsspektrum besteht aus Samen und Insekten. Er trinkt außerdem den Nektar von Tapinanthus, Loranthus und Aloen. In Gefangenschaft gehaltene Vögel fraßen auch die Samen von Huacatay und die Knospen von Schkuhria pinnata, einer Pflanze aus der Familie der Korbblütler. Nestlinge werden überwiegend mit Insekten gefüttert.
Die Fortpflanzungszeit variiert abhängig vom Verbreitungsgebiet. In Zaire fällt sie in den Zeitraum September bis November, in Angola und Sambia in den Zeitraum August bis September, in Sambia kommt es jedoch auch im März und April zu Bruten. In Südafrika dehnt sich die Fortpflanzungszeit von August bis März, im Namibia schreiten Kapsteinsperlinge dagegen im Januar und Februar zur Brut.
Kapsteinsperlinge bauen ein Kugelnest mit seitlichem Eingang. Das Nistmaterial sind weiche, trockene Gräser. Die Nistmulde wird mit Federn und gesammelten Haaren ausgelegt, häufig werden dabei Federn von Perlhühnern und Reihern verwendet. Das Gelege besteht aus zwei bis fünf Eiern, typisch ist eine Gelegegröße von drei Eiern. Die Eier sind cremeweiß, grünlich-weiß oder gräulich-blau mit dunklen Flecken und Kleckseln. Gelegentlich sind die Farbzeichnungen so dicht, dass die Eier einfarbig dunkelbraun wirken. Es brütet allein das Weibchen, die Brutzeit beträgt 17 Tage. Beide Elternvögel füttern. Die Nestlingszeit beträgt 18 bis 19 Tage.

## Unterarten
Es werden folgende Unterarten unterschieden:
- Gymnoris superciliaris superciliaris (Blyth, 1845) –  Die Nominatform kommt ausschließlich in der Südafrikanischen Republik vor.
- Gymnoris superciliaris rufitergum (Clancey, 1964) –  Kommt von Gabun bis Namibia und östlich bis Südwest-Tansania und Nordwest-Botswana vor.
- Gymnoris superciliaris flavigula (Sundevall, 1850) – Kommt im Süden und Südosten von Sambia und Simbabwe, im angrenzenden Mosambik, im Osten von Botswana und im Norden der Südafrikanischen Republik vor.
- Gymnoris superciliaris bororensis (Roberts, 1912) – Kommt im Osten der Tiefebenen von Tansania, im Süden von Malawi und im Osten von Transvaal sowie im Nordosten von Natal und dem Osten von Eswatini vor.

## Einzelbelege
1. ↑  BirdLife Factsheet zum Kapsteinsperling, aufgerufen am 14. August 2011
2. 1 2 3 4  Fry et al., S. 46
3. ↑  T. D. Price, D. M. Hooper, C. D. Buchanan, U. S. Johansson, D. T. Tietze, P. Alström, U. Olsson, M. Ghosh-Harihar, F. Ishtiaq, S. K. Gupta, J. Martens, B. Harr, P. Singh und D. Mohan: Niche filling slows the diversification of Himalayan songbirds. In: Nature. Band 509, 2014, S. 222–225.
4. ↑  J. M. Fjeldså, M. Irestedt, P.G.P. Ericson und D. Zuccon: The Cinnamon Ibon Hypocryptadius cinnamomeus is a forest canopy sparrow. In: Ibis. Band 152, 2010, S. 747–760.
5. 1 2  Fry et al., S. 45